# INS Vikramaditya (R33)
INS Vikramaditya (R33) är ett hangarfartyg av Kiev-klass i tjänst i indiska flottan. Hon är omdöpt efter Vikramāditya en legendarisk härskare över Ujjain på 100-talet f.Kr.. Fartyget byggdes ursprungligen som Baku för Sovjetunionens flotta som det fjärde fartyget i Kiev-klassen, efter Sovjetunionens sammanbrott så döptes fartyget om till Admiral Gorsjkov. På grund av budgetproblem togs fartyget ur tjänst 1996 av Rysslands flotta och lades i malpåse. 1994 startade förhandlingar mellan Indien och Ryssland om ett eventuellt köp av fartyget, efter långa förhandlingar så slöts kontrakt om att köpa och bygga om fartyget den 20 januari 2004. Fartyget togs i tjänst av den indiska flottan den 16 november 2013.

## Baku

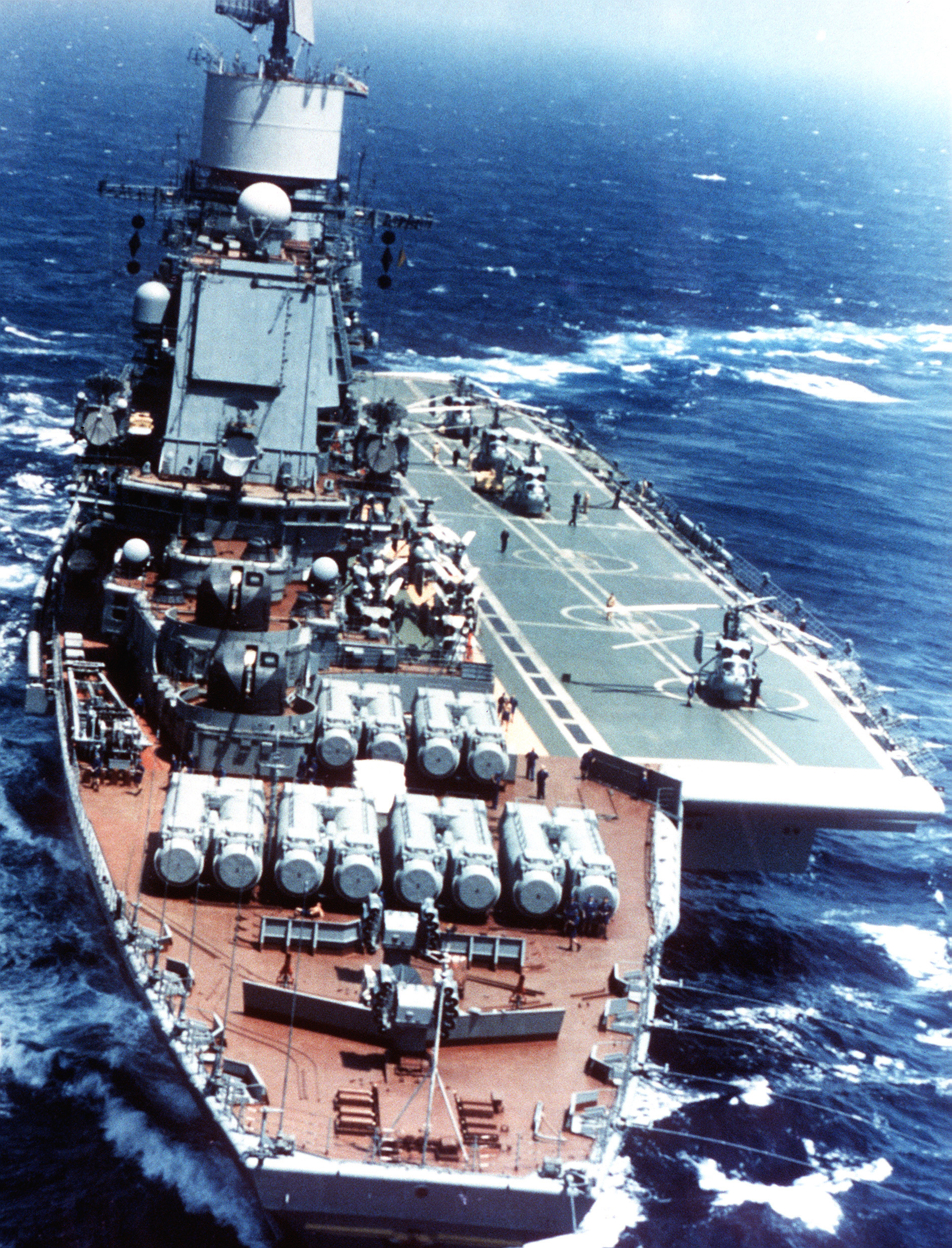
Baku till sjöss

Fartyg byggdes för den sovjetiska flottan som Baku, det fjärde och sista fartyget i Kiev-klassen. Kiev-klassen är en kombination av en kryssare och ett hangarfartyg där fördäcket upptas av en tung robotbestyckning. Baku kölsträcktes i december 1978 på Tjernomorskijvarvet och sjösattes den 17 april 1982, men på grund av förseningar med radar och stridsledningssystem så togs hon inte i tjänst förrän i januari 1987. Hon hade ett vinklat flygdäck som var utrustat för att operera VTOL-plan av typen Jakovlev Jak-38 och helikoptrar. Förskeppet upptogs av en tung robotbestyckning med sex dubbla avfyrningsramper för sjömålsrobotar av typen P-500 Bazalt. Fyra batterier med vertikala avfyringstuber för luftvärnsrobotar av typen 9K330 Tor med totalt 192 robotar utgjorde fjärrluftvärnet. Åtta stycken 30 mm automatkanoner av typen AK-630 stod för närluftvärnet. Till robotbeväpningen kom två allmålskanoner av typen AK-100, två RBU-6000 antiubåtsraketpjäser och tio 533 mm torpedtuber. Baku togs först i tjänst i norra flottan och opererade i Medelhavet.

## Ombyggnad
I köpet av Baku ingick en ytterst omfattande ombyggnad av fartyget vid Sevmasj varv, från VTOL-hangarfartyg till STOBAR-hangarfartyg. För att möjliggöra användningen av Mikojan MiG-29K ombord så skrotades robotbeväpningen på fördäcket för att göra plats för ett flygdäck med så kallad skidbacke, denna gör att planen kan starta utan hjälp av katapulter. Dessutom förstärktes och breddades flygdäcket, totalt så behövdes 2500 ton stål till dessa ombyggnader. Ett bromsvajersystem installerades för att plan med bromskrok skulle kunna landa på fartyget. De gamla ångpannorna som var avpassade för tjockolja som bränsle byttes ut mot moderna pannor avpassade för lågsvavlig marindiesel. De åtta nya ångpannorna har ett arbetstryck på 64 bar och kan producera upp till 100 ton ånga per timme. Dessutom installerades nya hjälpmaskiner, sex stycken dieselgeneratorer från Wärtsilä på 1,5 MW var samt sex stycken ångturbingeneratorer, som ger en total maximal effekt på 18 MW. Från början så avsåg man att byta ut 1400 km kablar men under ombyggnadens gång så kom man fram till att ytterligare 900 km kabel behövdes bytas.

## I Indisk tjänst
INS Vikramaditya (R33) togs i tjänst av den indiska flottan den 16 november 2013 vid en ceremoni vid Sevmasj varv i Severodvinsk. Den 27 november 2013 påbörjade hangarfartyget sin 10212 sjömil långa resa till sin nya hemmahamn INS Kadamba i Karwar, den 26 dagar långa resan inkluderade ett flottbesök i Lissabon. I Barents hav möttes hon upp av en fregatt INS Trikand och oljetankern INS Deepak, utanför Gibraltar möte jagaren INS Delhi upp. Flottiljen seglade genom Medelhavet och passerade genom Suezkanalen.